# Miomantis quadripunctata
Miomantis quadripunctata es una especie de mantis de la familia Mantidae.

## Distribución geográfica
Se encuentra en el Congo, Mozambique, Namibia,  Tanzania, Uganda, Zimbabue. La Provincia del Cabo, Natal y Transvaal en (Sudáfrica).